# IC 2180
IC 2180 ist eine Spiralgalaxie vom Hubble-Typ Sab im Sternbild Zwillinge auf der Ekliptik. Sie ist schätzungsweise 235 Millionen Lichtjahre von der Milchstraße entfernt.
Das Objekt wurde am 6. April 1897 von Stéphane Javelle entdeckt.